# Soyouz 30
Soyouz 30 est un vol du programme spatial soviétique qui s'est déroulé en 1978.
Ce vol va rendre visite à Soyouz 29, qui réside dans la station Saliout 6. L'équipage s'arrime avec succès au second sas de la station. 
C'est le premier vol spatial d'un citoyen polonais.

## Équipage
Les nombres entre parenthèses indiquent le nombre de vols spatiaux effectués par chaque individu jusqu'à cette mission incluse.
- Pyotr Klimuk (3)
- Miroslaw Hermaszewski

équipage de réserve 
- Valery Kubasov
- Zenon Jankowski

## Paramètres de la mission
- Masse : 6800 kg
- Périgée : 197.6 km
- Apogée : 261.3 km
- Inclinaison : 51.66°
- Période : 88.83 minutes